# 3589 Loyola
A 3589 Loyola (ideiglenes jelöléssel 1984 AB1) a Naprendszer kisbolygóövében található aszteroida. Joe Wagner fedezte fel 1984. január 8-án.